# Crise política em El Salvador em 2020
A crise política em El Salvador de 2020, comumente referida como 9F ou 9-F, ocorreu em 9 de fevereiro de 2020, quando o governo do presidente Nayib Bukele ordenou a entrada de tropas do Exército de El Salvador nas instalações da Assembleia Legislativa em um esforço para coagir os políticos a aprovarem um pedido de empréstimo de 109 milhões de dólares dos Estados Unidos para um plano de segurança do governo Bukele para El Salvador. O evento é considerado a primeira grande crise política no país desde o fim da Guerra Civil Salvadorenha em 1992 e tem sido referido como uma tentativa de golpe. 

## Antecedentes
O antecedente da crise está na falta de entendimento entre os poderes executivo e legislativo pelo empréstimo de 109 milhões de dólares para o aprimoramento da Polícia Civil Nacional e das Forças Armadas, devido ao aumento da criminalidade no país. Em 7 de fevereiro, Bukele, sob o amparo do número 7 do Artigo 167 da Constituição da República, solicitou ao Conselho de Ministros para «convocar extraordinariamente a Assembleia Legislativa, quando os interesses da República o exigirem».

## Crise
Em 8 de fevereiro, o presidente novamente invocou a Constituição, informando o uso do Artigo 87 que autoriza uma "insurreição popular" em caso de ruptura da ordem constitucional, embora esta não tenha sido violada. Para Bukele, a Constituição foi violada quando os parlamentares da Assembleia Nacional não compareceram à convocação de 7 de fevereiro.
Em 9 de fevereiro, Bukele, de acordo com o anunciado, adentrou, resguardado pelas forças públicas, no Salão Azul e sentou-se na cadeira do Presidente da Assembleia, Mario Ponce. No dia seguinte, a Suprema Corte de El Salvador proibiu o presidente de convocar o parlamento e também proibiu todas as forças públicas, inclusive o Ministério da Defesa, de exercer funções diferentes daquelas permitidas pela constituição. Bukele rejeitou essa ordem afirmando que "o sistema se autoprotege". Os partidos da oposição, tanto da direita como a Aliança Republicana Nacionalista (ARENA), como da esquerda, como a Frente Farabundo Martí de Libertação Nacional (FMLN), consideraram a entrada de tropas no legislativo como um «autogolpe de Estado».

## Reações
Foram registradas pequenas manifestações contra Bukele, agrupadas principalmente na Universidade de El Salvador (UES) em San Salvador. A Anistia Internacional e a Human Rights Watch descreveram as ações do presidente como "perigosas" e "graves", respectivamente. A FMLN denunciou que vários de seus parlamentares foram assediados pelo governo, também declarou que solicitará uma interpelação contra Francis Merino (Ministério da Defesa) e Rogelio Rivas (Ministério da Justiça e Segurança Pública) por sua participação na irrupção da Assembleia Legislativa de El Salvador em 9 de fevereiro.